# 奈良県道198号粟原榛原線
奈良県道198号粟原榛原線（ならけんどう198ごう おおばらはいばらせん）は、奈良県桜井市から宇陀市に至る一般県道である。

## 概要
桜井市大字粟原から宇陀市榛原下井足に至るに至る。
女寄峠（みよりとうげ）から分岐し、宇陀市街に至る。

### 路線データ
- 起点：桜井市大字粟原（女寄（みより）交差点、国道166号交点）
- 終点：宇陀市榛原下井足（奈良県道31号榛原菟田野御杖線交点）

## 路線状況

### 重複区間
- 国道370号（宇陀市榛原篠楽 - 宇陀市榛原下井足・中西バス停前交差点）

## 地理

### 通過する自治体
- 奈良県
  - 桜井市 - 宇陀市

### 交差する道路
| 交差する道路                 | 市町村名 | 交差する場所 | 交差する場所                |
| ---------------------------- | -------- | ------------ | --------------------------- |
| 国道166号                    | 桜井市   | 大字粟原     | 女寄（みより）交差点 / 起点 |
| 国道370号 重複区間起点       | 宇陀市   | 榛原篠楽     |                             |
| 国道370号 重複区間終点       | 宇陀市   | 榛原下井足   | 中西バス停前交差点          |
| 奈良県道31号榛原菟田野御杖線 | 宇陀市   | 榛原下井足   | 終点                        |

### 沿線
- 奈良県消防学校
- 宇陀市役所